# Авъл Марий Целз
Авъл Марий Целз (на латински: Aulus Marius Celsus; * преди 69; † 73/74, Рим) е политик и сенатор на Римската империя през 1 век.

## Биография
Марий се разбира с всички императори. По времето на Нерон той е легат на XV Аполонов легион първо в Панония, а през 63 г. в Мала Азия. Марий е определен от Нерон за суфектконсулата за 69 г. през юли до септември. Марий започва службата си заедно с Гней Арий Антонин.
Император Галба го изпраща с военна задача в Илирия. След смъртта на Галба той е в голяма опасност да бъде убит от войниците. Отон го спасява и Марий става един от главните водачи на отонската партия. Въпреки това Вителий го приема между своите приближени. Така Марий може да започне своя суфектконсулат.
По времето на император Веспасиан Марий става през 72/73 г. легат на Долна Германия и след това легат на Сирия.